# NGC 3346
NGC 3346 је спирална галаксија у сазвежђу Лав која се налази на NGC листи објеката дубоког неба.
Деклинација објекта је + 14° 52' 20" а ректасцензија 10h 43m 38,7s. Привидна величина (магнитуда) објекта NGC 3346 износи 11,8 а фотографска магнитуда 12,5. Налази се на удаљености од 22,4000 милиона парсека од Сунца. NGC 3346 је још познат и под ознакама UGC 5842, MCG 3-28-1, CGCG 94-116, IRAS 10410+1507, KARA 436, CGCG 95-3, PGC 31982.